# Riaza
Riaza es un municipio y localidad española de la provincia de Segovia, en la comunidad autónoma de Castilla y León. El término municipal, que también incluye las localidades de Aldeanueva del Monte, Alquité, Barahona de Fresno, Becerril, Madriguera, Martín Muñoz de Ayllón, El Muyo, El Negredo, Villacorta y Serracín, tiene una población de 2144 habitantes (INE 2024).

## Geografía

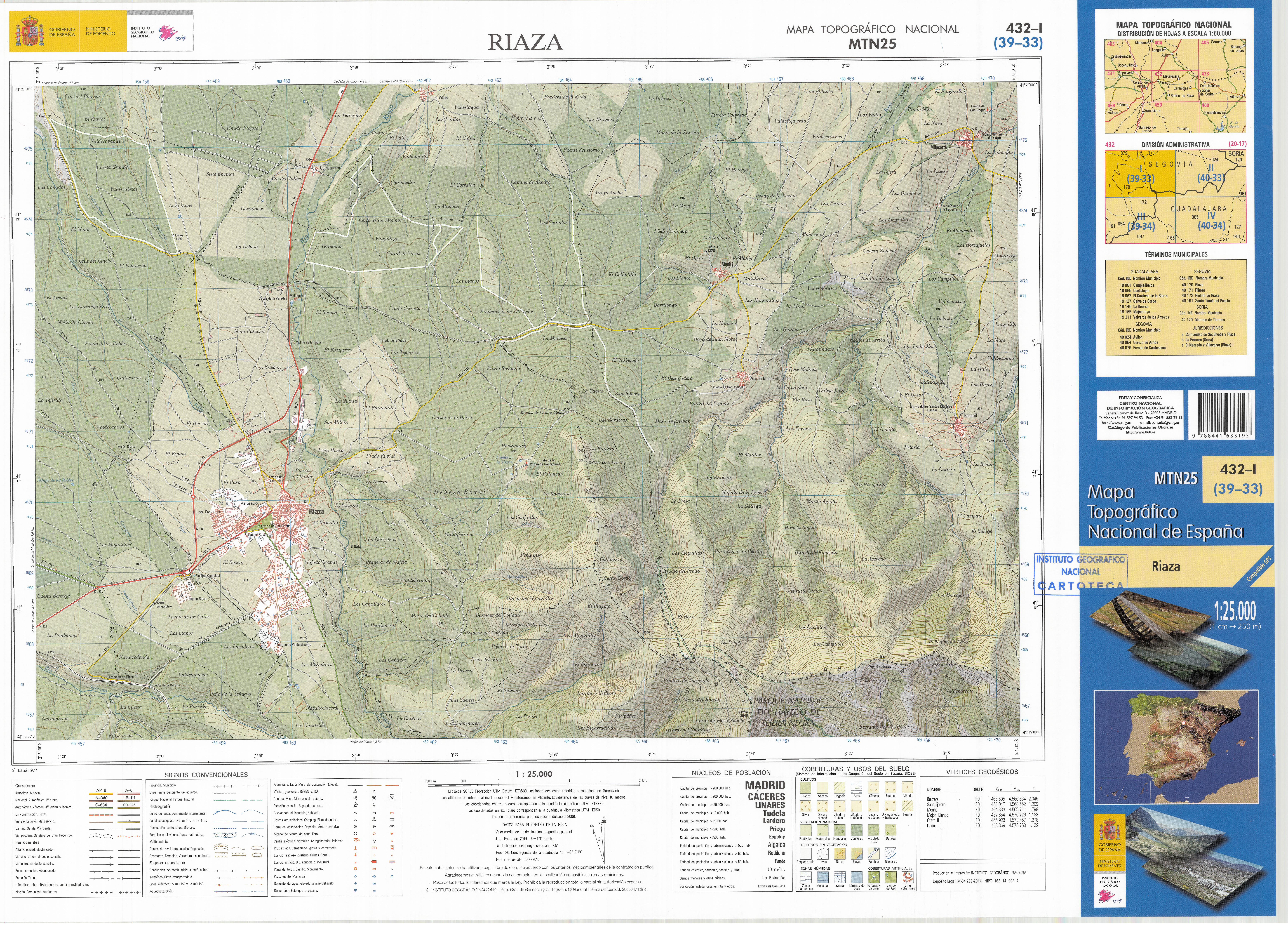
Fragmento de la hoja 432 del Mapa Topográfico Nacional de España de 2014 en el que se representa parte de Riaza

Se sitúa a 73 km de la capital segoviana, enclavada entre la vertiente norte del macizo de Ayllón y la meseta castellana. El término municipal está atravesado por la carretera N-110 entre los pK 114 y 118.
El relieve del municipio está caracterizado por la transición entre el sistema Central y la meseta castellana, contando con el río Riaza y numerosos arroyos que descienden de las montañas.
El término municipal está dividido entre el territorio donde se asienta la villa y la Dehesa Boyal, y varios exclaves: uno montañoso en la sierra de Ayllón, donde se encuentran varias aldeas, el de Aldeanueva del Monte, el de Barahona de Fresno y el de la pradera de La Percara.
La altitud oscila entre los 1900 m en el exclave de la sierra de Ayllón y los 990 m a orillas del río Barahona en el exclave de Barahona de Fresno. La villa se alza a 1187 m sobre el nivel del mar. 
| Noroeste: Comunidad de Sepúlveda-Riaza                    | Norte: Comunidad de Sepúlveda-Riaza | Noreste: Comunidad de Sepúlveda-Riaza |
| Oeste: Comunidad de Sepúlveda-Riaza                       |                                     | Este: Comunidad de Sepúlveda-Riaza    |
| Suroeste: Comunidad de Sepúlveda-Riaza y Cerezo de Arriba | Sur: Riofrío de Riaza               | Sureste: Riofrío de Riaza             |

El exclave de la sierra de Ayllón, que integra las aldeas de Alquité, Becerril, Madriguera, Martín Muñoz de Ayllón, El Negredo, El Muyo, Serracín y Villacorta, limita al norte con Ribota y Ayllón, al este con Ayllón, al sur con Cantalojas y al oeste con la Comunidad de Sepúlveda-Riaza.
El exclave de Aldeanueva del Monte limita al norte con Sequera de Fresno, al este con Fresno de Cantespino, al sur con la Comunidad de Sepúlveda-Riaza y al oeste con Sequera de Fresno.
El exclave de Barahona de Fresno limita al norte con Grajera y Sequera de Fresno, al este con Sequera de Fresno, al sur con la Comunidad de Sepúlveda-Riaza y al oeste con Boceguillas.

### Núcleos de población
El municipio contiene a los siguientes núcleos de población agregados en 1979:
- Riaza, capital del municipio.
- Aldeanueva del Monte, municipio independiente hasta 1979.[2][3]
- Alquité, municipio independiente hasta antes de 1857,[2] se incorporó al extinto municipio de Villacorta.
- Barahona de Fresno, municipio independiente hasta antes de 1857,[2] se incorporó al extinto municipio de Aldeanueva del Monte.
- Becerril, municipio independiente hasta 1979.[2][3]
- Madriguera, municipio independiente hasta 1979.[2][3]
- Martín Muñoz de Ayllón, municipio independiente hasta antes de 1857,[2] se incorporó al extinto municipio de Villacorta.
- El Muyo, municipio independiente hasta 1979.[2][3]
- El Negredo, municipio independiente hasta 1979.[2][3]
- Serracín, municipio independiente hasta antes de 1857,[2] se incorporó al extinto municipio de Madriguera.
- Villacorta, municipio independiente hasta 1979.[2][3]

### Clima
Riaza tiene un clima Csb (templado con verano seco y templado) según la clasificación climática de Köppen.
| Parámetros climáticos promedio de Riaza (Madriguera) en el periodo 1967-1994 | Parámetros climáticos promedio de Riaza (Madriguera) en el periodo 1967-1994 | Parámetros climáticos promedio de Riaza (Madriguera) en el periodo 1967-1994 | Parámetros climáticos promedio de Riaza (Madriguera) en el periodo 1967-1994 | Parámetros climáticos promedio de Riaza (Madriguera) en el periodo 1967-1994 | Parámetros climáticos promedio de Riaza (Madriguera) en el periodo 1967-1994 | Parámetros climáticos promedio de Riaza (Madriguera) en el periodo 1967-1994 | Parámetros climáticos promedio de Riaza (Madriguera) en el periodo 1967-1994 | Parámetros climáticos promedio de Riaza (Madriguera) en el periodo 1967-1994 | Parámetros climáticos promedio de Riaza (Madriguera) en el periodo 1967-1994 | Parámetros climáticos promedio de Riaza (Madriguera) en el periodo 1967-1994 | Parámetros climáticos promedio de Riaza (Madriguera) en el periodo 1967-1994 | Parámetros climáticos promedio de Riaza (Madriguera) en el periodo 1967-1994 | Parámetros climáticos promedio de Riaza (Madriguera) en el periodo 1967-1994 |
| Mes | Ene.                                                                         | Feb.                                                                         | Mar.                                                                         | Abr.                                                                         | May.                                                                         | Jun.                                                                         | Jul.                                                                         | Ago.                                                                         | Sep.                                                                         | Oct.                                                                         | Nov.                                                                         | Dic.                                                                         | Anual                                                                        |
| --- | ---------------------------------------------------------------------------- | ---------------------------------------------------------------------------- | ---------------------------------------------------------------------------- | ---------------------------------------------------------------------------- | ---------------------------------------------------------------------------- | ---------------------------------------------------------------------------- | ---------------------------------------------------------------------------- | ---------------------------------------------------------------------------- | ---------------------------------------------------------------------------- | ---------------------------------------------------------------------------- | ---------------------------------------------------------------------------- | ---------------------------------------------------------------------------- | ---------------------------------------------------------------------------- |
| Temp. media (°C) | 3.5                                                                          | 4.4                                                                          | 6.4                                                                          | 7.7                                                                          | 11.7                                                                         | 16.3                                                                         | 20.3                                                                         | 20.6                                                                         | 17.1                                                                         | 11.4                                                                         | 6.7                                                                          | 4.5                                                                          | 10.9                                                                         |
| Precipitación total (mm) | 41.3                                                                         | 44.0                                                                         | 37.9                                                                         | 57.2                                                                         | 63.7                                                                         | 54.5                                                                         | 18.5                                                                         | 29.6                                                                         | 33.6                                                                         | 46.2                                                                         | 48.4                                                                         | 52.9                                                                         | 527.8                                                                        |
| Fuente: Ministerio de Agricultura, Alimentación y Medio Ambiente. Datos de precipitación para el periodo 1967-1994 y de temperatura para el periodo 1973-1994 en Riaza (Madriguera) 11 de noviembre de 2012 |                                                                              |                                                                              |                                                                              |                                                                              |                                                                              |                                                                              |                                                                              |                                                                              |                                                                              |                                                                              |                                                                              |                                                                              |                                                                              |

## Historia
Sus inicios se remontan a finales del siglo XI e inicios del siglo XII, cuando todo el pie de monte del Sistema Central fue organizado con la creación de pequeños asentamientos dedicados el aprovechamiento ganadero, forestal y minero por parte los reyes Alfonso VI, Urraca I y Alfonso VII. Esta organización territorial se realizó después de consolidada la frontera con al-Ándalus en el valle del río Tajo. La documentación medieval más antigua menciona el asentamiento como Aldeaherreros, adquiriendo su actual denominación a partir del siglo XIII. Tiene el título de villa.

## Demografía

### Población por núcleos
Desglose de población según el Padrón Continuo por Unidad Poblacional del INE.
| Núcleos                | Habitantes (2024) |
| ---------------------- | ----------------- |
| Riaza                  | 2049              |
| Aldeanueva del Monte   | 10                |
| Alquité                | 5                 |
| Barahona de Fresno     | 4                 |
| Becerril               | 4                 |
| Madriguera             | 21                |
| Martín Muñoz de Ayllón | 5                 |
| Muyo (El)              | 9                 |
| Negredo (El)           | 5                 |
| Villacorta             | 26                |
| Serracín               | 6                 |

### Evolución demográfica
Cuenta con una población de 2144 habitantes (INE 2024).
| Gráfica de evolución demográfica de Riaza entre 1842 y 2021 |
| |
| Población de derecho según los censos de población del INE. Población de hecho según los censos de población del INE.En 1981 crece el término del municipio porque incorpora a Aldeanueva del Monte, Becerril, Madriguera, El Muyo, Negredo y Villacorta. |

En los últimos años, se ha registrado un importante aumento de población extranjera, en especial de origen búlgaro. La población no censada es considerablemente mayor los fines de semana, puentes y vacaciones, al ser el municipio segunda residencia debido a su atractivo turístico.

## Economía
Según datos del INE para 2016, la renta media por hogar era de 23 714 euros.
- La situaba en la media de la comunidad de Castilla y León y en el 34 % más pobre de España.
- El origen de las rentas es:
  - 64,2 % Salarios
  - 16,4 % Pensiones
  - 2,5 % Desempleo
  - 3,4 % Prestaciones sociales
  - 13,4 % renta de capitales y actividades económicas

## Comunicaciones

### Carretera
Por la localidad pasa la carretera N-110, en el km 117.
Se encuentra a unos 12 kilómetros del acceso a la autovía del Norte (km 103).

### Ferrocarril
Riaza fue una de las paradas del ferrocarril directo Madrid-Burgos, actualmente no hay servicios ferroviarios.

## Administración y política
| Periodo   | Nombre                     | Partido | Partido   |
| --------- | -------------------------- | ------- | --------- |

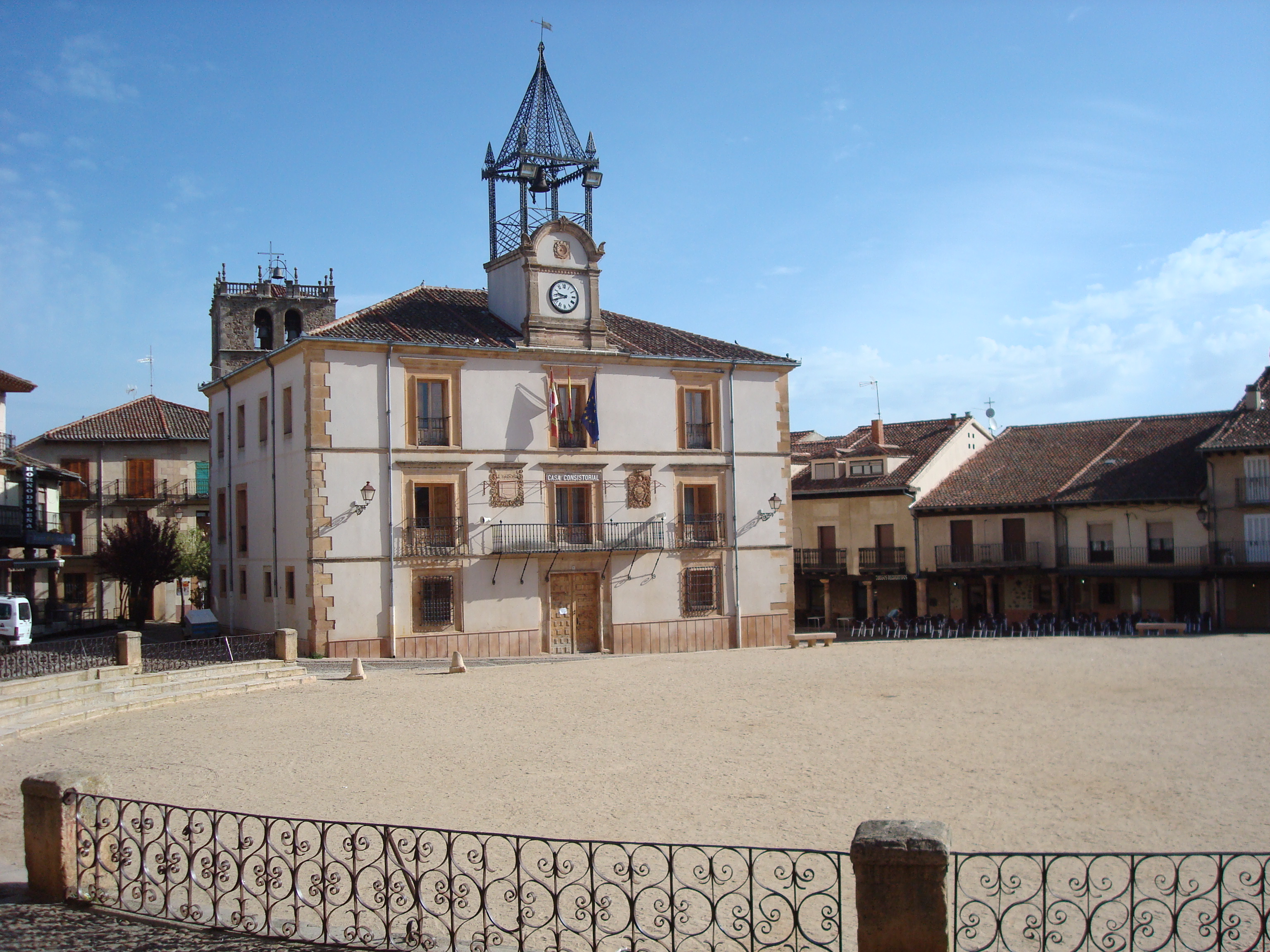
Casa consistorial

| 1979-1983 | Mariano Jesús Ramos Martín |         | UCD       |
| 1983-1987 | Mariano Jesús Ramos Martín |         | AP-PDP-UL |
| 1987-1991 | Mariano García Muñoz       |         | PDP       |
| 1991-1995 | Mariano García Muñoz       |         | PP        |
| 1995-1999 | Domingo Gómez Lombó        |         | PP        |
| 1999-2003 | Domingo Gómez Lombó        |         | PP        |
| 2003-2007 | Andrea Rico Berzal         |         | PSOE      |
| 2007-2011 | Benjamín Cerezo Hernández  |         | PP        |
| 2011-2015 | Benjamín Cerezo Hernández  |         | PP        |
| 2015-2019 | Andrea Rico Berzal         |         | PSOE      |
| 2019-2023 | Benjamín Cerezo Hernández  |         | PP        |
| 2023-act. | Benjamín Cerezo Hernández  |         | PP        |

Elecciones a la Diputación Provincial
El municipio pertenece al distrito electoral del partido judicial de Riaza en la Diputación Provincial de Segovia.

## Patrimonio

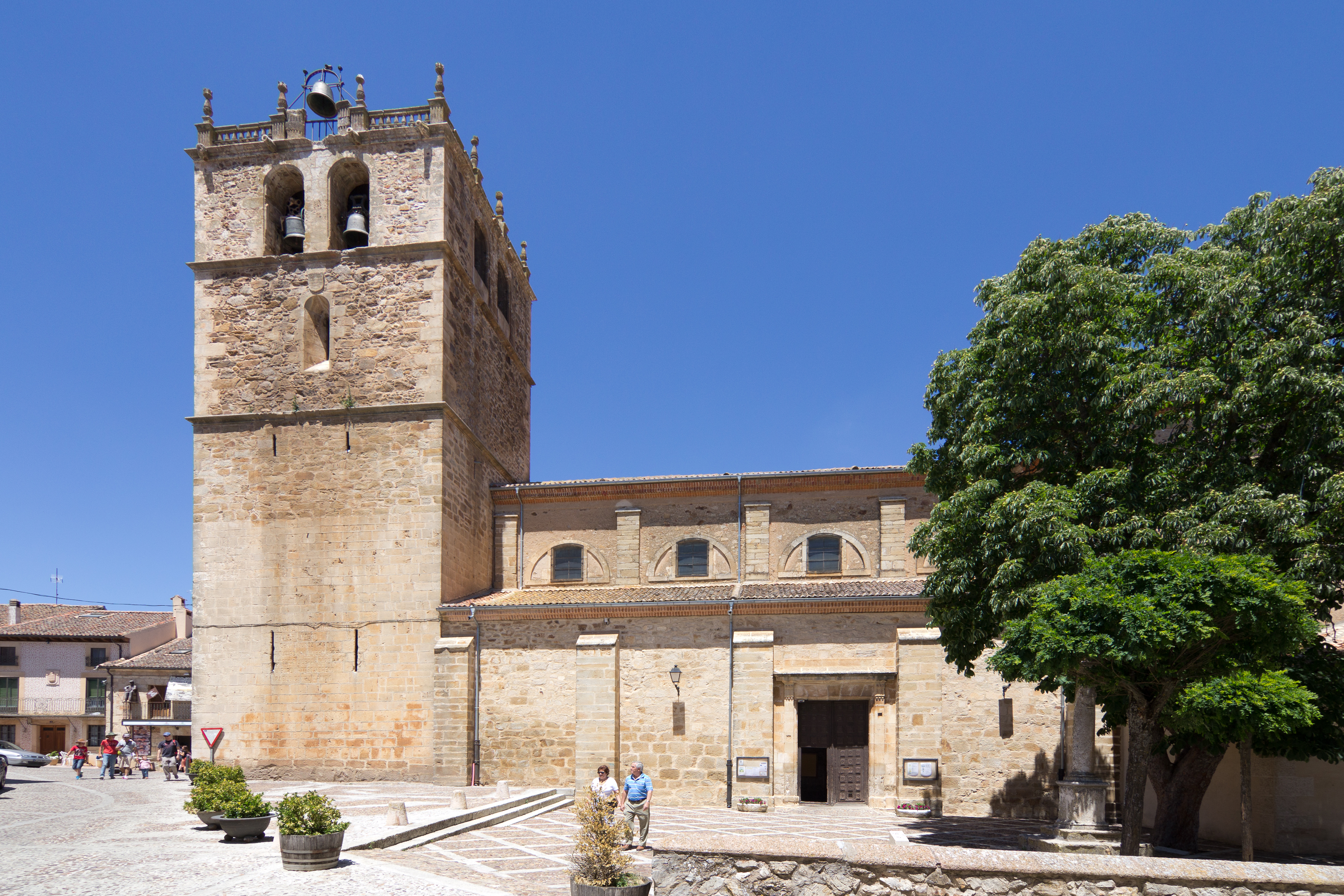
Iglesia de Nuestra Señora del Manto

- Plaza Mayor, típica arquitectura con soportales que rodea a una plaza de suelo de arena circular, donde los meses de septiembre y como celebración de las Fiestas de Nuestra Señora del Manto y de Hontanares, tiene lugar corridas de toros. Es el lugar de referencia de la villa, en ella se puede degustar la gastronomía castellana de la zona y descansar en una de sus terrazas de verano. Los lunes suele tener lugar un mercadillo de gran interés y concurrido.
- Iglesia de Nuestra Señora del Manto, del siglo XV.
- Ermita de San Juan.
- Ermita de San Roque.
- Ermita de la Virgen de Hontanares.

## Fiestas
- Fiesta de San Blas, 3 de febrero. Se celebra el principio de la primavera con una romería al paraje de Hontanares, lugar donde se encuentra la ermita de la Virgen, además de una amplia zona de recreo.
- Santa Águeda, 5 de febrero, protectora de las mujeres casadas. Se considera una festividad reivindicativa de mujeres, ya que en este día ellas tienen el privilegio de mandar.
- San Gregorio, 9 de mayo, patrón del Ayuntamiento de Riaza. Se celebra con una misa, procesión y caldereta de bacalao, siendo típico también acompañarla con pinchos de chorizo y morcilla de arroz frita.
- Huercasa Country Festival, segundo fin de semana de julio. El festival, que es considerado uno de los eventos de música country más importantes de España, se celebra desde que en 2014 tuviera lugar la primera edición.
- La Virgen del Manto, 8 de septiembre, patrona de Riaza. Se celebra con misa cantada y ofrenda floral, bailes tradicionales en la Plaza Mayor de Riaza, procesión en la tarde por las calles de la villa.
- Las fiestas patronales de Riaza duran nueve días, empezando el día 8 de septiembre. El domingo siguiente al día ocho se celebra la Romería de Nuestra Señora de Hontanares, declarada de Interés Regional, y acaba con la segunda romería de Hontanares, conocida como "el día de la Octava" en el paraje de Hontanares, a escasos 5 km de la villa. Durante las fiestas patronales se celebran los festejos taurinos en un ciclo semanal que comienza con los encierros, declarados Espectáculo Taurino Tradicional por la Junta de Castilla y León en el año 2008.
- Fiestas del esquileo, celebradas también en Cabanillas del Monte y Trescasas, sin fecha fija en los meses centrales de la primavera abril y mayo.[10]
- También cabe destacar las tres romerías a la Virgen de Hontanares, la primera de las cuales se hace el primer domingo de mayo. Las otras dos se celebran el domingo siguiente al día 8 de septiembre y nuevamente a los ocho días después, conocida como Octava u Hontanarillo.